# Legia Tebańska

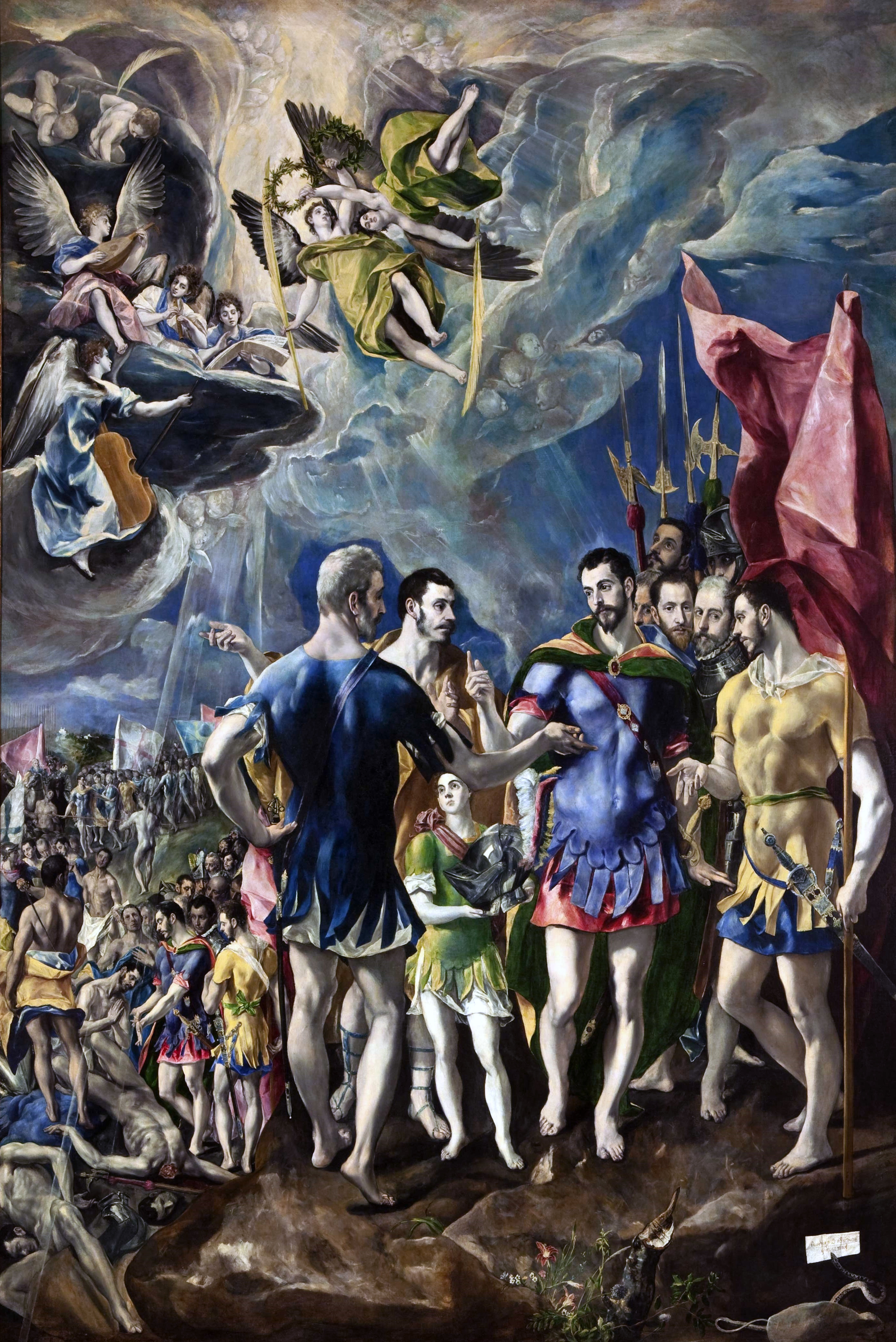
Męczeństwo św. Maurycego i Legii Tebańskiej (obraz El Greca).

Legia Tebańska lub Legion Tebański – legendarny pierwszy chrześcijański legion rzymskiej armii, utworzony jakoby w Tebaidzie w Egipcie w III wieku i stamtąd przeniesiony do Europy. Rekrutację do legionu miał przeprowadzać sam cesarz Maksymian.

## Święty Maurycy i Legia Tebańska

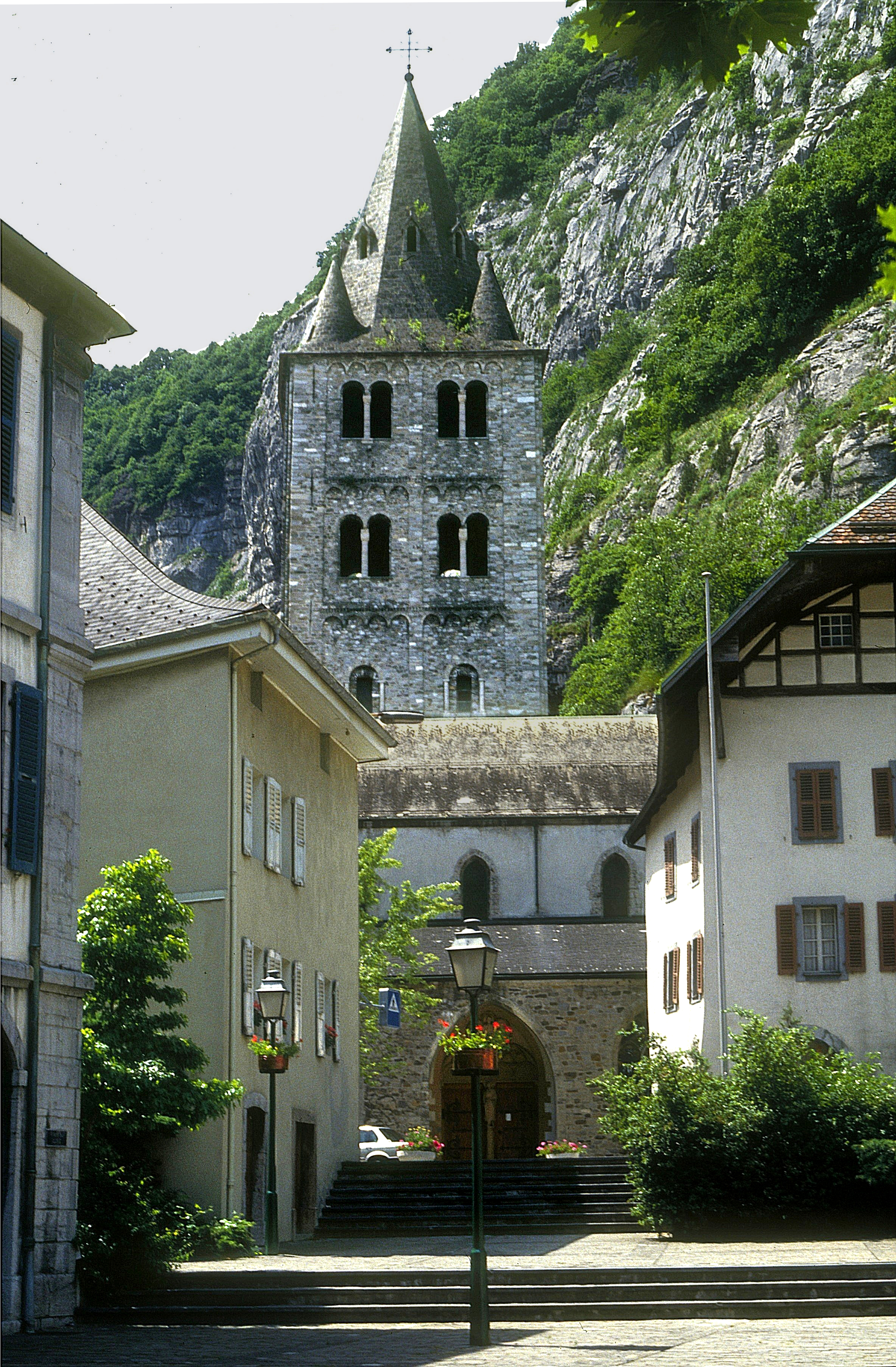
Kościół św. Maurycego w opactwie Saint-Maurice

Pierwsza pisana informacja o legionie pochodzi z V wieku od biskupa Eucheriusza z Lyonu (435–450).
Zwłoki męczenników odkrył i zidentyfikował ok. 350 roku biskup Octodorum Teodor z Grammont. Na ich cześć zbudował bazylikę w Agaunum (dzisiejsze Saint-Maurice w Szwajcarii), której pozostałości istnieją do dzisiejszego dnia. Około 515 zbudowano w tym miejscu klasztor, do którego przeniesiono relikwie świętych. Tereny pod opactwo podarował król Burgundii Zygmunt.
Według tradycji centurionem tego oddziału armii był św. Maurycy, będący w posiadaniu Świętej i Niosącej Krzyż Lancy Cesarskiej (łac. Sancta et Crucifera Imperialis Lancae).
Legion stacjonował w Agaunum w czasach wspólnego panowania Dioklecjana i Maksymiana, którzy prześladowali wyznawców chrześcijaństwa. Przed jedną z bitew z barbarzyńskim królestwem na terenach Franków do obozu miał przybyć cesarz Maksymian, aby zobaczyć jak jego armia walczy i zwycięża. Zwyczajem było oddanie hołdu cezarowi jako bogu i złożenie ofiary bogom starorzymskim. Tylko legion Maurycego odmówił. Cezar nakazał wymordowanie żołnierzy przez ścięcie. Była to tzw. decymacja (dziesiątkowanie). Śmierć męczeńską ponieśli wtedy:
- primicerius Maurycy,
- campiductor (z łac. ' hetman polny, chorąży') Eksuperiusz – oficer sztandarowy,
- senator militum (odpowiednik stratega) Kandyd,
- Innocenty i Witalis,
- Wiktor z Agaunum, z którym identyfikowani są: Wiktor z Xanten i Wiktor z Solothurn,
- żołnierze w liczbie ok. 6600[1].

Dokładna data jest nieznana, mógł być to koniec III lub początek IV w. W źródłach spotyka się też różne przypuszczalne daty, np. ok. 286 r., ok. 290 r., ok. 300 r. lub ok. 302 r. Części legionistów udało się uciec, ale i tych w końcu ujęto i stracono podczas prześladowań za rządów Dioklecjana.

### Kult świętych
Męczennicy z Agaunum (św. Maurycy i 6600 towarzyszy) uznani przez Kościół katolicki za świętych wspominani są 22 września. W benedyktyńskim opactwie Gembloux (Belgia) w X wieku powstał poemat opisujący męczeństwo Legionu Tebańskiego, którego autorem był jeden z mnichów. W tym okresie ówczesny opat Wibert z Gembloux (+962) przeniósł relikwie św. Eksuperiusza do klasztoru.
Kościoły koptyjskie, z uwagi na własny kalendarz podzielony na 13 miesięcy, wspominają świętych męczenników odpowiednio do kalendarza gregoriańskiego.
Świat chrześcijański w 1991 roku obchodził tysiąc siedemsetną rocznicę męczeństwa tych świętych. W uroczystościach udział wziął biskup Serapion delegowany przez patriarchę Koptyjskiego Kościoła Ortodoksyjnego Szenudę III. Z tej okazji relikwie św. Maurycego oraz świętych Kasjusza i Florencjusza powróciły do Kościoła koptyjskiego.
W koptyjskich synaksarionach do września 1992 roku brak było wpisu o męczennikach. Oznaki kultu znajdują się jedynie w konsekrowanych nazwach ołtarzy lub obrazów. Ołtarz św. Maurycego znajduje się w kościele NMP i św. Atanazego w Mississauga a ikona przedstawiająca męczeństwo św. Maurycego w Cambridge w Kanadzie.

## Wątpliwości
Przeciwko autentyczności legendy o legionie tebańskim podniesiono następujące argumenty:
1. Maksymian w latach 285–305 zarządzał zachodnimi prowincjami Cesarstwa i nie mógł dysponować wojskami znajdującymi się w Egipcie.
2. W armii rzymskiej nie było legionu o nazwie „Tebański”. W Egipcie stacjonowały Legio II Flavia Constantia i Legio I Maximiana, lecz nie były one przenoszone do innych regionów Cesarstwa.
3. Legenda mówi o 6600 legionistach męczennikach, podczas gdy po reformie Dioklecjana w rzymskim legionie służyło do 2000 osób.
4. Ponadto, kluczowe postacie z opowieści Eugeriusza – Maurycy, Eksuperiusz i Kandyd – są określane przez autora tytułami (np. primicerius), które nie funkcjonowały w legionie polowym, lecz w straży pałacowej.
5. Od 68 roku armia rzymska nie stosowała już dziesiątkowania (zabicia co dziesiątego żołnierza z oddziału) jako formy kary dla żołnierzy.

## Pozostali święci związani z Legią Tebańską
W chrześcijańskiej hagiografii z Legią Tebańską łączeni są również:
w Szwajcarii
- Feliks i Regula oraz ich sługa Eksuperancjusz – ścięci ok. 302 w Turicu (łac. Turicum), dzisiejszym Zurychu (wspomnienie 11 września),
- Ursus i Wiktor oraz 66 towarzyszy – straceni pod koniec III wieku w Soloturn (wspomnienie 30 września),
- Werena – dobrodziejka i uzdrowicielka, wymieniana razem z legionistami, zmarła śmiercią naturalną ok. 320 lub 350 w Zurzach (wspomnienie 1 września);

w Niemczech
- Tyrsus, Palmacjusz i Bonifacy, oraz ich towarzysze – straceni ok. 291 w Trewirze (wspomnienie 4 lub 5 października)
- Kasjusz i Florencjusz oraz 7 towarzyszy kohortów – straceni w III wieku w Mechtern, w dzisiejszym Bonn (wspomnienie 10 października),
- Gereon oraz 50 lub 318 towarzyszy – dowódca oddziału wraz z żołnierzami stracony ok. 304 lub w 2. połowie IV wieku w Kolonii (wspomnienie 10 października),
- Wiktor i Mallosus oraz 330 towarzyszy – straceni w IV wieku w Xanten (wspomnienie 10 października);

we Włoszech
- Aleksander – stracony 26 sierpnia 303 w Bergamo,
- Oktawiusz, Salwator i Adwentor – straceni w Turynie ok. 297 (wspomnienie 20 listopada),
- Antonin – stracony ok. 303 w Piacenzy (wspomnienie 30 września),
- Sebastian i Alweriusz – straceni niedaleko Fossano w Cuneo w Alpach Kotyjskich (wspomnienie 24 stycznia)[10],
- Magnus – stracony w Cuneo w Alpach Kotyjskich (wspomnienie 19 sierpnia)
- Teofryd z Saluzzo – stracony ok. 286 w Crissolo (diecezja Saluzzo, Prowincja Cuneo; wspomnienie 7 września),
- Konstancjusz i towarzysze – straceni w Cuneo w Alpach Kotyjskich (wspomnienie 18 września),
- Maureliusz (Maurycy), Jerzy i Tyberiusz – straceni w Pinerolo (wspomnienie 24 kwietnia)[11],
- Maximius, Cassius, Secundus, Severinus, Licinius – straceni w Mediolanie,
- primicerius Sekundus – ścięty w 286 lub 306 w Vittimulo, czczony w Ventimiglia i Vercelli (wspomnienie 26 lub 28 sierpnia).

we Francji
- Wiktor z Marsylii – stracony w Marsylii ok. 287-288 lub 290 (wspomnienie 21 lipca),
- Defendente z Teb – ścięty w Agaunum lub Marsylii ok. 286 (wspomnienie 2 stycznia).